# Sun Sumei
Sun Sumei, född 6 oktober 1968, är en friidrottare från Kina. Hon deltog vid olympiska sommarspelen 1988.